# Tenochtitlán
Tenochtitlán (nahuatl: Mēxihco Tenōchtitlan [meːˈʃiʔko tenoːtʃˈtitɬan̥]; spagnolo: Tenochtitlán [tenotʃtiˈtlan] o México-Tenochtitlan [ˈmexiko tenotʃˈtitlan] ) fu la capitale dell'Impero azteco. Fondata nel 1325, sorgeva su diverse isolette nel lago di Texcoco, nell'attuale Messico centrale. La città fu rasa al suolo nel 1521 dai conquistadores spagnoli: sulle sue macerie fu costruita Città del Messico e nel corso dei secoli gran parte del lago Texcoco fu prosciugato.

## Etimologia
L'etimologia del nome di Tenochtitlán non è chiara. Tradizionalmente, si fa derivare il suo nome da quello del leggendario sovrano Ténoch.
Proposte più recenti prevedono che esso sia formato col suffisso locativo -ti-tlan ("sotto, alla base di"), unito a un composto nominale. La prima parte di questo composto è indubbiamente tetl, ovvero "pietra, roccia").

## La fondazione

L'aquila che mangia il serpente, uno dei tradizionali emblemi messicani

Numerose tribù si avvicendarono sulle sponde del lago, senza però riuscire a insediarsi definitivamente nel territorio. Fu con l'arrivo degli Aztechi, un popolo originario di Aztlán (la cui posizione è ancora fonte di dibattito), che quest'area cominciò a fiorire.
Gli Aztechi lasciarono Aztlán guidati da un'antica profezia, secondo cui avrebbero dovuto stabilirsi e fondare la loro città in un luogo sacro, che gli sarebbe stato annunciato dalla visione di un'aquila che mangia un serpente in cima a un cactus. Scorsero quest'immagine nell'isola al centro del lago Texcoco e lì, nel 1325, decisero di costruire Tenochtitlán (dal nome del leggendario fondatore e capo Tenoch). Quell'immagine oggi è raffigurata nello stemma del Messico ed è presente al centro della bandiera messicana.
Al loro arrivo, i Mexica (nome nahuatl con cui gli Aztechi si riferivano a loro stessi) dovettero fare i conti con la diffidenza delle popolazioni autoctone. Contaminarono la loro cultura con quella tolteca, specie in ambito religioso, ma subirono un lungo assoggettamento mercenario alla città di Azcapotzalco, capitale del regno tepaneco. Nel 1428, la potenza militare di Tenochtitlán ebbe il sopravvento sulla città nemica, che fu invasa e distrutta dal tlatoani (imperatore) Itzcóatl.
I coloni intervennero sulla zona secondo la tecnica chinampa (dall'originale nahuatl chinamitl), un avanzato sistema di drenaggio che permise agli Aztechi di estendere il terreno edificabile per la loro città e nel contempo di distribuire l'acqua per l'irrigazione agricola.

## Lo splendore
Gli spagnoli rimasero molto colpiti dalla magnificenza di Tenochtitlán e Bernal Diaz del Castillo riportò nelle sue cronache che la città superava in bellezza e grandezza molte delle città europee, arrivò a descriverla anche come un "sogno".
Così viene descritta in una cronaca: La grande città è costruita sulla laguna salata e dista, in qualunque punto, due leghe dalla riva. Vi si può accedere da quattro parti attraverso strade ben costruite, della larghezza di due lance. È grande come Siviglia o Cordova. La piazza più grande è due volte quella della città di Salamanca, interamente circondata di portici. Dove, ogni giorno, tra compratori e venditori, ci saranno più di sessantamila persone.
Tenochtitlán a quel tempo era abitata da circa 300 000 persone (più di Parigi o Londra) ed era dotata di viali ampi e puliti ed era attraversata da grandi canali che permettevano un continuo rifornimento alla città di ogni tipo di bene presente nel vasto Impero azteco. I conquistatori non tardarono a capire che la città, collegata alla terraferma da tre ponti in legno facilmente rimovibili, poteva trasformarsi in una vera e propria fortezza.
La civiltà azteca crebbe rapidamente e Tenochtitlán divenne la città più importante dell'America centrale. Le dominazioni azteche diventarono un impero culturalmente egemone sulle regioni circostanti, tecnologicamente avanzato e a connotazione fortemente religiosa. Gli Aztechi ebbero contatti commerciali con il golfo del Messico, con l'Oceano Pacifico e perfino con l'impero Inca.
Tenochtitlán era collegata alla terraferma attraverso ponti e terrapieni (le calzadas) e l'urbanistica cittadina prevedeva una rete di strade e canali, di modo che ogni zona potesse essere raggiunta sia a piedi sia in canoa. Era inoltre dotata di un funzionale acquedotto.
Ai tempi dell'arrivo degli spagnoli il territorio di Tenochtitlán era suddiviso in quattro sezioni principali, raggruppate in centri amministrativi locali chiamati calpulli. Ogni unità locale nominava i propri capi militari, religiosi e civili nel rispetto della volontà dei rappresentanti dei calpulli manifestata nelle assemblee.
Era compito di una nobiltà burocratica la gestione della amministrazione pubblica, che doveva occuparsi delle attività giuridiche, di quelle fiscali comprendenti l'esazione delle tasse, della assegnazione dei campi, di accertare l'approvvigionamento e la suddivisione delle raccolte, dei beni prodotti dagli artigiani e di contrattazione con i popoli vicini. Il loro titolo, inizialmente, non era ereditario.
La classe sacerdotale era impegnata non solo nell'espletamento delle pratiche religiose, ma anche nell'educazione dei giovani nobili, all'interno di strutture scolastiche chiamate calmecac. Le materie che insegnavano erano soprattutto l'astronomia, la storia, la religione e la scrittura.
Nel XV secolo, in seguito a un'esondazione del lago Texcoco, l'imperatore Ahuitzotl avviò una maestosa ricostruzione di Tenochtitlán che andava eseguita secondo la volontà divina: a seguito dell'ampliamento della Grande Piramide (o Templo Mayor), ordinò infatti il tragico sacrificio di 20 000 uomini in onore della struttura (1487).

## La fine
Il conquistador spagnolo Hernán Cortés giunse a Tenochtitlán l'8 novembre 1519. Nei suoi diari, raccontò di non aver mai visto città più grande ed efficiente al mondo. In Europa, solo Napoli, Parigi e Costantinopoli erano tanto estese. L'imperatore dell'epoca, Montezuma II (o Motecuzòma: Montezuma era la storpiatura spagnola del vero nome), credendo che Cortés fosse il dio Quetzalcoatl, descritto come un bianco dalla barba lunga, di ritorno a Tenochtitlán per riformare i costumi e le leggi, lo accolse magnificamente. Gli storici moderni hanno ipotizzato che in realtà si trattasse di un falso mito, infatti le prime testimonianze al riguardo risalgono solo a dopo la morte di Cortés e nessuna fonte precolombiana ha mai neppure citato il profetizzato ritorno del dio.
In quegli anni, la popolazione di Tenochtitlán si aggirava tra i 200 000 e i 250 000 abitanti.
Il 13 agosto del 1521, Cortés e i suoi uomini, aiutati da alcune popolazioni locali ostili agli Aztechi, conquistarono Tenochtitlán dopo una sanguinosa battaglia (battaglia di Tenochtitlán) che sterminò la popolazione e ridusse la città in macerie. Ciò che restava della città fu smantellato, demolito, distrutto o dato a fuoco. Sulle ceneri di Tenochtitlán fu costruita Città del Messico.
Negli anni settanta, furono intrapresi degli scavi archeologici e le rovine della città vennero portate alla luce. Alcune delle più importanti, come la Grande Piramide, sono aperte ai visitatori. Oggi, lo Zócalo (piazza principale di Città del Messico) si trova su quella che un tempo fu il Centro ceremonial (piazza centrale e mercato di Tenochtitlán) e molte delle calzadas originali corrispondono alle moderne strade della capitale.

## Economia e società
L'economia azteca era basata sulle tasse che i popoli dominati erano obbligati a pagare. Un altro punto importante dell'economia era il commercio, attività che i mexicas realizzavano con base nel baratto, e in cui hanno utilizzato come moneta il grano di cacao e i fagioli.
Gli Aztechi hanno introdotto sulla loro legislazione il concetto di proprietà comunale, che era un pezzo di terreno consegnato a ognuno dei membri del calpulli, chiamato macehuales che, a differenza dei nobili, possedevano solo la terra indispensabile per sopravvivere.
Queste terre si potevano affittare, però i prodotti erano condivisi fra la comunità locatrice e gli inquilini. Le terre dei nobili erano ereditate, e non potevano passare a gente di un'altra classe sociale. Se una persona titolare di una terra fosse morta senza discendenti, la terra passava automaticamente al tlatoani. In generale, le terre della città si usavano per il mantenimento della nobiltà e dei sacerdoti, ed erano divise in:
1. teopantlalli (dei sacerdoti)
2. tlatocatlalli (spese del palazzo)
3. tecpantlalli (mantenimento dei servi del re)
4. tecuchtlatoque (servizi dei giudici)
5. michmalli (servizi dei guerrieri e militari)
6. yoatlalli (terre del nemico).

La struttura sociale mexica era caratterizzata per il suo segnato classismo. Le due grandi divisioni sociali erano dei pillis: i nobili, i militari, i sacerdoti e i commercianti più potenti. I "non privilegiati" erano i macehuales, gli artigiani, i contadini, i lavoratori di basso livello economico e gli schiavi.
Gli alimenti più consumati erano il mais, i fagioli, il pomodoro, il peperoncino, il Dysphania ambrosioides, la zucca e il chayote. Altre coltivazioni importanti erano il tabacco e il cotone.

## Huey tlatoanidi Tenochtitlán
- Ténoch (1325–1376)
- Acamapichtli (1376–1395)
- Huitzilíhuitl (1395–1417)
- Chimalpopoca (1417–1427)
- Itzcóatl (1427–1440)
- Montezuma I (1440–1469)
- Axayacatl (1469–1481)
- Tízoc (1481–1486)
- Ahuitzotl (1486–1502)
- Montezuma II (1502–1520)
- Cuitláhuac (1520)
- Cuauhtémoc (1520–1521)